# تجزئة السوق

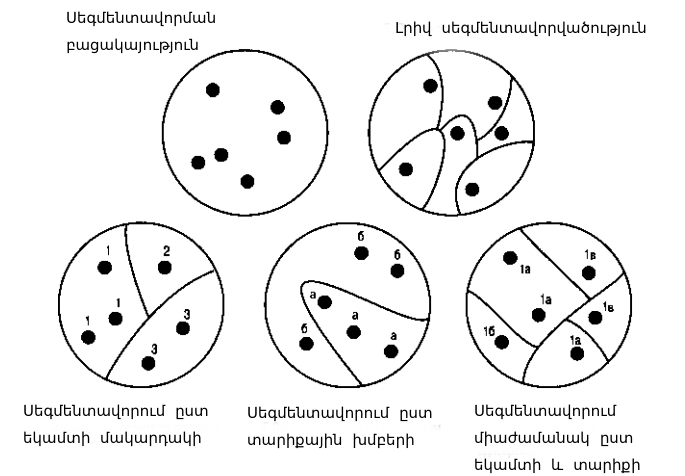

يقصد بتجزئة السوق تقسيمه الي مجموعة من الاسواق الفرعية لكل منها مجموعة من الخصائص المميزة أي تقسيم السوق الكلي الي قطاعات ومجموعات متجانسة من المستهلكين تعرف باسم القطاعات السوقية والعمل علي اشباع احتياجات كل قطاع سوقي أو سوق فرعي حسب خصائصة المميزة وذلك بتقديم أفضل مزيج تسويقي له.
تفترض تجزئة السوق أن قطاعات السوق المختلفة تتطلب برامج تسويق مختلفة -أي عروض وأسعار وترويج مختلف، وتوزيع أو مزيج معين من متغيرات التسويق. ليست تجزئة السوق مصممة فقط لمعرفة أكثر القطاعات ربحًا، لكنها أيضًا مصممة لتطوير الصور البيانية للقطاعات الرئيسية من أجل فهم أفضل لاحتياجاتها ودوافع الشراء فيها. بالتالي تُستخدم بعض الرؤى الناتجة عن تحليل التجزئة لدعم تطوير إستراتيجية التسويق والتخطيط. يستخدم العديد من المُسوّقين طريقة إس-تي-بّي؛ تجزئة (Segmentation)-< استهداف (Targeting)-< تموضع (Positioning) لتوفير هيكلية لأهداف التخطيط التسويقي. عند تجزئة سوق ما، يُختار قطاع واحد من أجل الاستهداف وتُموضَع المنتجات والخدمات بطريقة تتناسب مع السوق أو الأسواق المُستهدفة.

## تعريف وشرح مختصر
تجزئة السوق هي عملية تقسيم الأسواق الجماعية إلى مجموعات لها احتياجات وطلبات متشابهة. مبدأ تجزئة السوق هو أنه من أجل تحقيق فائدة تنافسية وأداء عالي، يجب على الشركات: 1) تحديد قطاعات الطلب في الصناعة، 2) استهداف قطاعات محددة من قطاعات الطلب، 3)  تطوير «مزيج تسويقي» محدد لكل قطاع سوق مُستهدف. من وجهة نظر اقتصادية، التجزئة مبنية على افتراض أن عدم التجانس في الطلب يسمح للطلب أن ينقسم إلى قطاعات لها وظائف طلب مختلفة.

## الانتقادات
وُثّقت قيود التجزئة التقليدية في نشرة مطبوعة. تتضمن الانتقادات المستمرة أنه:
- ليست أفضل من التسويق الجماعي في إنشاء العلامات التجارية.[6]
- نادرًا ما تظهر اختلافات كبيرة في القطاعات بطريقة استخدامها للعلامات التجارية، في الأسواق التنافسية.[7]
- تفشل في تحديد المجموعات المحدودة بشكل فعال.[8]
- التجزئة الجغرافية والديموغرافية توصيفية بشكل مبالغ فيه وتفتقد إلى الرؤى الكافية للدوافع الضرورية لتسيير إستراتيجية الاتصالات.[9]
- صعوبات في ديناميكيات السوق لا سيما عدم الاستقرار في القطاعات مع مرور الوقت، والتغيير الهيكلي الذي يؤدي إلى تغيرات القطاع وهجرة العضوية الناتجة عن انتقال الأفراد من قطاع إلى آخر.[10]

يوجد العديد من الانتقادات لتجزئة السوق. لكن على الرغم من القيود، فإن تجزئة السوق تبقى أحد المفاهيم الدائمة في التسويق ويستمر استخدامها العملي بالاتساع. على سبيل المثال، تقول إحدى الدراسات الأمريكية أن 60% من كبار المسؤولين التنفيذيين، يستخدمون تجزئة السوق في العامين الماضيين.

## إستراتيجية تجزئة السوق
أحد أهم الاعتبارات بالنسبة للمسوقين هي أن يطبقوا التجزئة أو لا يطبقوها. بناءً على فلسفة الشركة، والموارد ونوع المنتج أو خصائص السوق، يمكن أن يطور عمل تجاري ما نهجًا متمايزًا أو غير متمايزٍ. يتجاهل المسوّق التجزئة في النهج غير المتمايز ويطور منتجًا يتوافق مع احتياجات أكبر عدد ممكن من المُشترين. في النهج المتمايز تستهدف الشركة قطاعًا سوقيًا واحدًا أو أكثر، وتطوّر عروضًا منفصلةً لكل قطاع. في تسويق المستهلك، من الصعب إيجاد أمثلة على النُهُج غير المتمايزة. حتى حاجيات مثل السكر والملح، التي كانت تُعامل سابقًا على أنها سلع، تُعتبر الآن متمايزة بشكل كبير. يمكن للمستهلكين شراء مجموعة متنوعة من منتجات الملح؛ ملح الطبخ، وملح الطاولة، وملح البحر، والملح الصخري، وملح الطعام، والملح المعدني، وملح الخضار وملح الأعشاب، والملح المُيوّد، وبدائل الملح وغيرها الكثير. ويأتي السكر أيضًا في العديد من الأشكال المختلفة: سكر القصب، وسكر الشمندر، والسكر الخام، والسكر الأبيض المُكرر، والسكر الناعم، وقطع السكر، والسكر المُثلّج (يُعرف أيضًا بالسكر المطحون)، وشراب السكر، والسكر المُحوّل، والكثير من بدائل السكر بما فيها السكر الذكي الذي يتكون بشكل أساسي من مزيج من السكر الصافي وبدائل السكر. كل واحدة من أنواع المنتجات هذه مصممة لتتوافق مع احتياجات قطاع سوقي محدد. يُسوّق السكر المحوّل وشراب السكر، على سبيل المثال، لصاحبي معامل الطعام لاستخدامها في إنتاج الكونسروة، والشوكولا، والسلع المخبوزة. السكريات التي تُسوّق للمستهلكين تجذب قطاعات الاستخدام المختلفة- يُستخدم السكر المُكرر أصولًا على الطاولة، في حين أن السكر الناعم والسكر المُثلج مُصمّمان في المقام الأول للاستخدام في السلع المنزلية المخبوزة.
النُّهج الاستراتيجية الرئيسية للتجزئة
| عدد القطاعات  | استراتيجية التجزئة     | ملاحظات                                                              |
| صفر           | استراتيجية غير متمايزة | تسويق المجموعات: لا يوجد تجزئة                                       |
| واحد          | استراتيجية التركيز     | تسويق متخصص: يركز جهوده على سوق هدف صغير ومحدد بدقة                  |
| اثنان أو أكثر | استراتيجية متمايزة     | تخصصات متعددة: تركز جهودها على اثنين أو أكثر من الأهداف المحددة بدقة |
| آلاف          | تجزئة فائقة            | تسويق واحد إلى واحد: تخصيص العرض لكل زبون مفرد لوحده                 |

تؤثر العديد من العوامل في إستراتيجية تجزئة شركة ما وهي:
- موارد الشركة: عندما تكون الموارد محدودة، فإن استخدام إستراتيجية مُركّزة أكثر فعالية.
- قابلية المنتج للتغيير: في المنتجات المتجانسة بشكل كبير (مثل السكر والفولاذ) يمكن أن يكون التسويق غير المتمايز مناسبًا أكثر. ومن أجل المنتجات التي يمكن تمييزها -(مثل السيارات) فإنه يمكن استخدام إمّا النهج المُركّز أو المتمايز.
- دورة حياة المنتج: من أجل المنتجات الجديدة، يمكن استخدام نسخة واحدة في مرحلة البدء، لكن ذلك يمكن أن يوسّع إلى نهج تجزئة أكبر مع مرور الوقت. مع دخول متنافسين أكثر إلى السوق، ربما يكون من الضروري التمييز.
- النشاط التنافسي: عندما يطبق المتنافسون تجزئة السوق المركزة أو المتمايزة، فإن استخدام التسويق غير المتمايز يمكن أن يكون مُدمّرًا.

## التجزئة، الاستهداف، التموضع
عملية تجزئة السوق بسيطة بشكل خادع. تصف سبع خطوات أساسية العملية كاملةً بما تتضمنه من التجزئة والاستهداف والتموضع. من الناحية العملية، يمكن أن تكون المهمة مجهدةً جدًا، بما أنها تتضمن الإمعان الجيد في البيانات الهائلة، وتتطلب درجة مهارةٍ كبيرةً في التحليل، والتفسير والتقدير. على الرغم من الحاجة إلى تطبيق درجة كبيرة من التحليل، والحاجة إلى اتخاذ العديد من القرارات، فإن الأسواق تميل إلى استخدام ما يسمى عملية إس-تي-بّي، التي ترمز إلى التجزئة (Segmentation)-< الاستهداف (Targeting)-< التموضع (Positioning)، باعتبارها هيكلية واسعة لتبسيط العملية. تشمل التجزئة تحديد السوق الذي سيُجزّأ؛ تعريفه، ثم اختياره، ثم تطبيق القواعد التي ستُستخدم في تلك التجزئة؛ وتطوير البيانات الإحصائية. يشمل الاستهداف تقييم جاذبية كل قطاع واختيار القطاعات المُستهدفة. يشمل التموضع تحديد الوضع المثالي وتطوير البرنامج التسويقي.